# 克里斯托夫·索格洛
克里斯托夫·索格洛（英語：Christophe Soglo，1909年6月28日－1983年10月7日）是貝南軍方官員和政治領袖，在1960年代時發動不流血政變時擔任重要領導人物，並且於貝南政治不穩定時期成為最重要的人物之一。